# Alex Hanimann
Alex Hanimann (* 30. Oktober 1955 in Mörschwil) ist ein Schweizer Künstler. Er ist Professor für Visuelle Kommunikation an der Zürcher Hochschule der Künste.

## Leben
Aufgewachsen ist Alex Hanimann in Mörschwil. Nach dem Besuch des Primarlehrerseminars in Rorschach, liess er sich von 1977 bis 1981 als Zeichenlehrer an der Zürcher Hochschule der Künste ausbilden. Seit dem Ende dieser Ausbildung arbeitet er als freischaffender Künstler. Er war Mitbegründer der 1987 geschaffenen Kunsthalle St. Gallen. Von 1997 bis 2004 war er Mitglied in der Eidgenössischen Kunstkommission. Seit 2003 unterrichtet er an der Zürcher Hochschule der Künste.
Er lebt in St. Gallen und ist seit 1982 mit Marianne Thurnheer verheiratet und hat mit ihr drei Kinder.

## Ausstellungen (Auswahl)

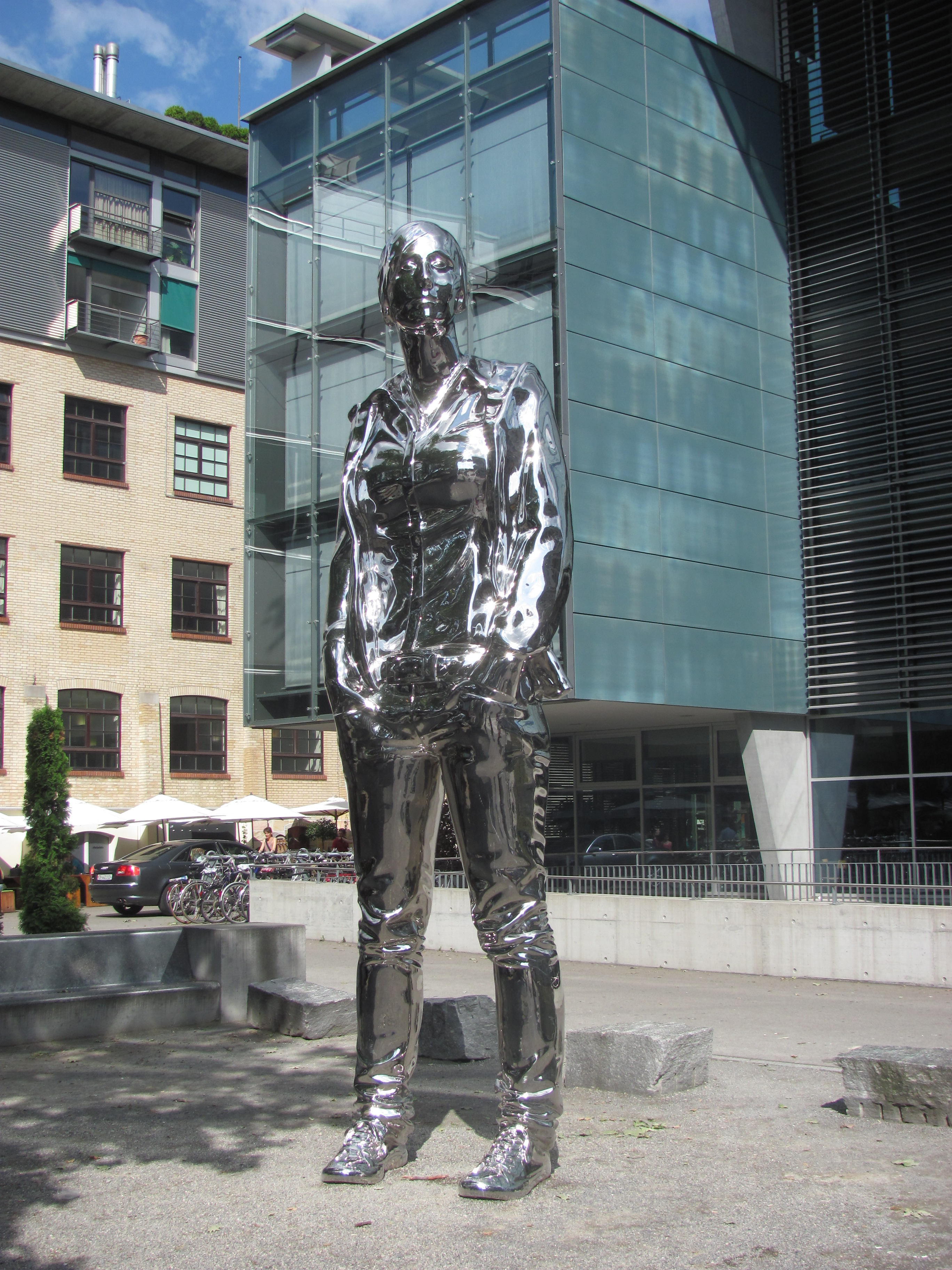
Vanessa, 2012. Art and the city

- 2015: Videoarbeit über Eisbären im Rahmen der Ausstellung »Im Hier und Jetzt! Schweizer Kunst der letzten 30 Jahre aus der Sammlung Kunst Heute« im Kunstmuseum Bern
- 2014: Das Relationsproblem im Milieu Bern
- 2014: An Image Collector’s Private Cabinet im Centro d’Arte Contemporanea Ticino, Bellinzona
- 2013: Out of space in der Galerie Bernard Jordan, Zürich
- 2013: recent works in der Galerie Skopia, Genf
- 2013: Konstellation 5. 71 Jahre – 71 Werke im Kunstmuseum Thurgau, Karthause Ittingen
- 2013: Zeichen. Sprache. Bilder. Schrift in der Kunst seit den 1960er Jahren in der Städtischen Galerie Karlsruhe
- 2012: Mimikry in der Galerie Hengesbach, Berlin
- 2012: Art and the city – Das Festival für Kunst im öffentlichen Raum, Zürich
- 2011: Voici un dessin suisse 1990 – 2010 im Aargauer Kunsthaus, Aarau

## Publikationen (Auswahl)
- Herausgeber St. Kunz: Textarbeiten 1986–2008, Nürnberg 2009 (anlässlich der Ausstellung »Conceptual Games« im Aargauer Kunsthaus Aarau, 24. Januar bis 3. Mai 2009)
- Herausgeber C. Plath: Horsepark, Nürnberg 2002 (anlässlich der Ausstellung »The Power of Perception and the Power of Judgement« im Westfälischen Kunstverein Münster vom 12. April bis 26. Mai 2002)
- Mitautor von Atom in Pakistan, Nürnberg 2000
- Herausgeber G. Jetzer: Birdwatching, St. Gallen 2004 (anlässlich der Ausstellung »Birdwatching« im Musée d'art moderne et contemporain (mamco), Genf, 22. Oktober 2003–25. Januar 2004; Neue Kunst Halle St. Gallen, 6. März–25. April 2004)